# Галіктиди
Галіктиди (Halictidae) — родина перетинчастокрилих комах підряду стебельчасточеревних (Apocrita).

## Спосіб життя
Ці бджоли є запилювачами рослин. Багато видів ведуть сутінковий спосіб життя, бувають і нічні види. Гнізда будують у норах, деякі види утворюють примітивні колонії.

## Класифікація
Родина містить понад 3500 видів у 75 родах:
Підродина Rophitinae:
- Ceblurgus
- Conanthalictus
- Dufourea
- Goeletapis
- Micralictoides
- Morawitzella
- Morawitzia
- Penapis
- Protodufourea
- Rophites
- Sphecodosoma
- Systropha
- Xeralictus

Підродина Nomiinae:
- Dieunomia
- Halictonomia
- Lipotriches
- Mellitidia
- Nomia
- Pseudapis
- Ptilonomia
- Reepenia
- Spatunomia
- Sphegocephala
- Steganomus

Підродина Nomioidinae:
- Cellariella
- Ceylalictus
- Nomioides

Підродина Halictinae:
- Триба Halictini
  - Agapostemon
  - Caenohalictus
  - Dinagapostemon
  - Echthralictus
  - Eupetersia
  - Glossodialictus
  - Habralictus
  - Halictus
  - Homalictus
  - Lasioglossum
  - Mexalictus
  - Microsphecodes
  - Nesosphecodes
  - Paragapostemon
  - Parathrincostoma
  - Patellapis
  - Pseudagapostemon
  - Ptilocleptis
  - Rhinetula
  - Ruizantheda
  - Sphecodes
  - Thrincohalictus
  - Thrinchostoma
  - Urohalictus

- Триба Augochlorini
  - Andinaugochlora
  - Ariphanarthra
  - Augochlora
  - Augochlorella
  - Augochlorodes
  - Augochloropsis
  - Caenaugochlora
  - Chlerogas
  - Chlerogella
  - Chlerogelloides
  - Corynura
  - Halictillus
  - Ischnomelissa
  - Megalopta
  - Megaloptidia
  - Megaloptilla
  - Megommation
  - Micrommation
  - Neocorynura
  - Paroxystoglossa
  - Pseudaugochlora
  - Rhectomia
  - Rhinocorynura
  - Temnosoma
  - Thectochlora
  - Xenochlora

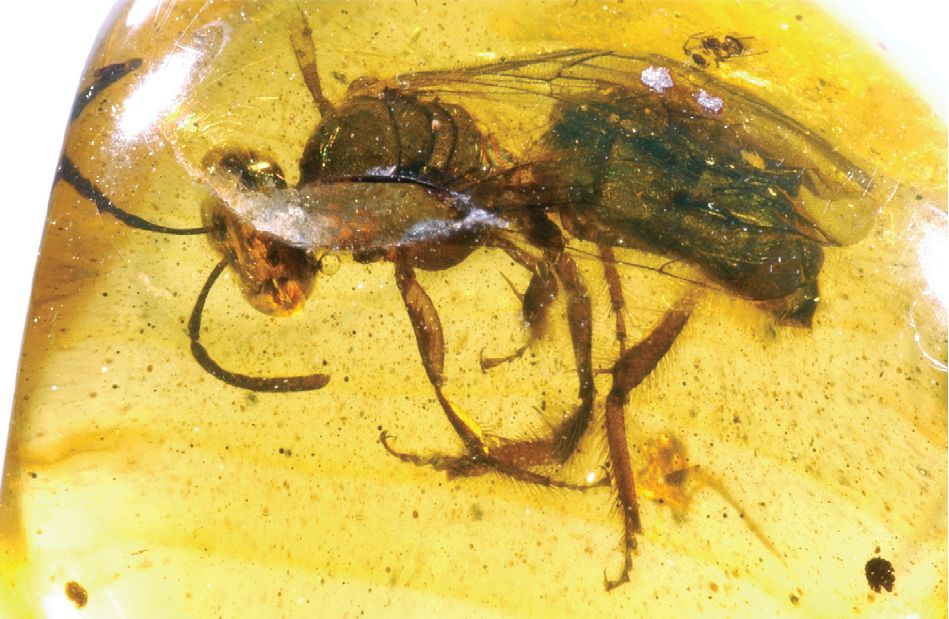
female Oligochlora semirugosa in Dominican amber

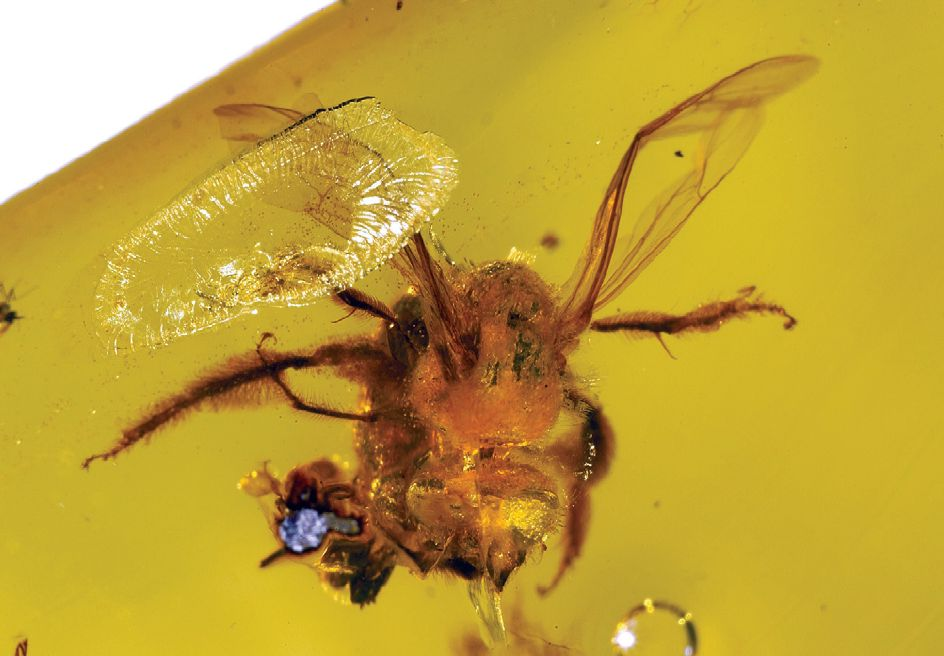
female Nesagapostemon moronei в домініканському бурштині

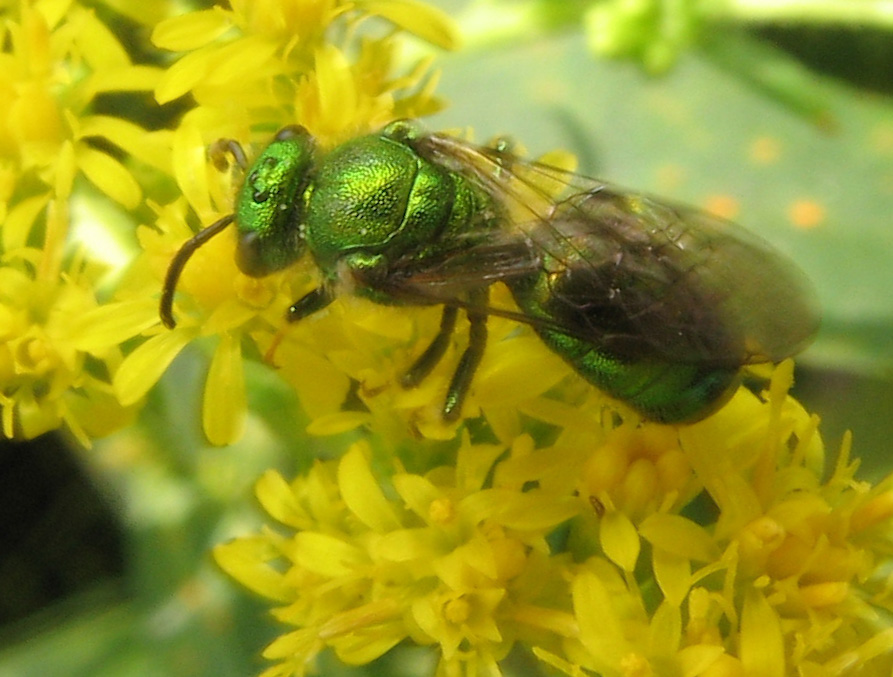
Augochloropsis metallica самиця

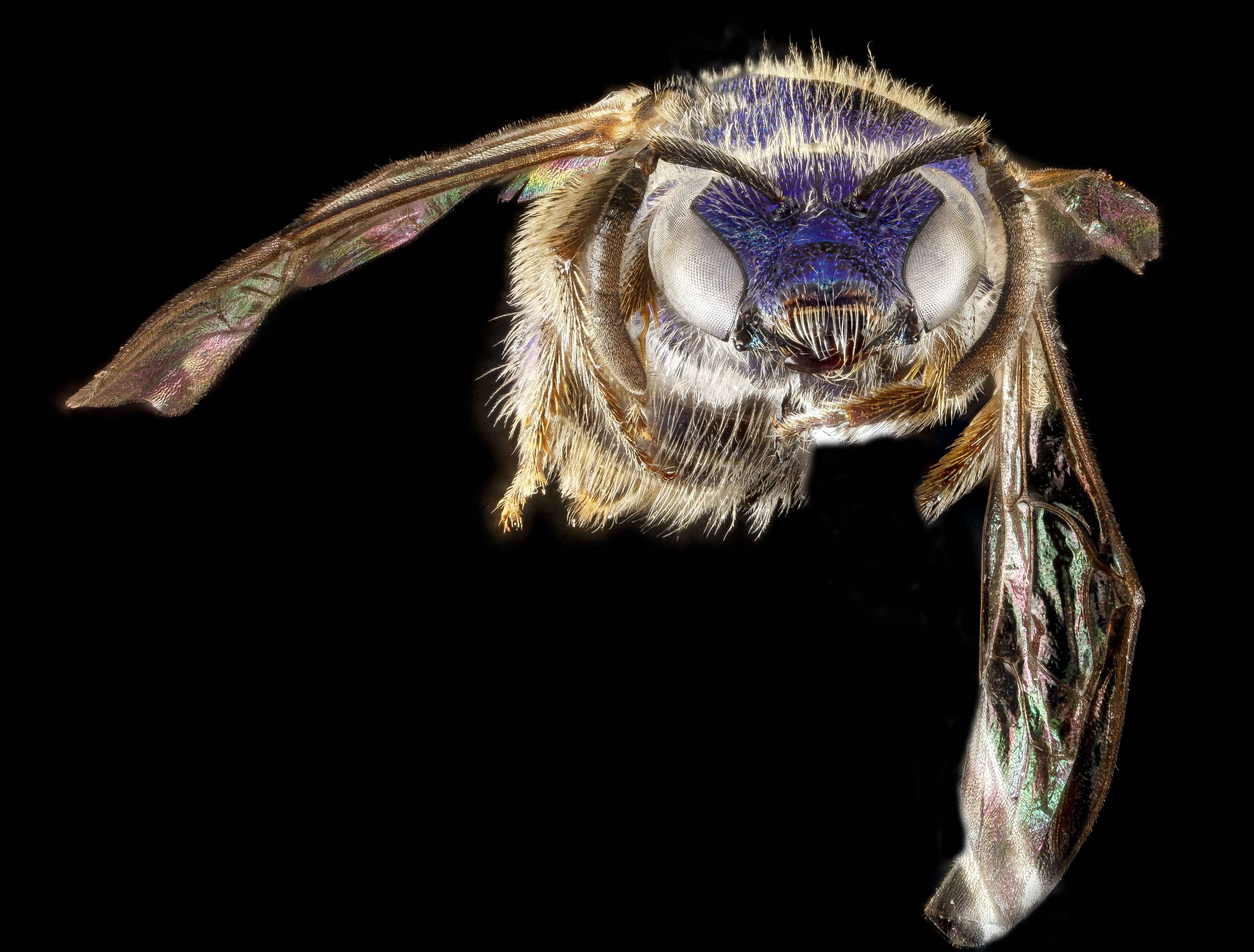
Augochlorella aurata

- некласифіковані у триби, відомі з еоцену у відкладеннях домініканського бурштину:
  - †Eickwortapis
  - †Nesagapostemon
  - †Oligochlora